# Guava
Guava je malo tropsko drvo ili žbun, poreklom iz Meksika, Kariba i centralne Amerike. Plodovi guave su okrugli ili slični kruški po svom obliku. Guava sadrži više vitamina C nego tropski limun. Miris guave je miris ’egzotičnog voća’, koji znamo po sokovima od tropskog voća.

## Izgled
Stablo guave je jako prilagodno različitim uslovima pa je sada ima i u suptropskim  zemljama, a može da uspeva i na 3000 metara nadmorske visine. Najbolji plodovi dobijaju se od onih vrsta koje sazrevaju u vreme suše. Guava se uvek procenjuje po boji kore koja mora da bude sveže zelena kao engleska trava. Unutrašnjost ploda je tamnocrvena, a semenke su jestive. Plod može biti dug od četiri do 12 centimetara, a pet ili više centimetara u prečniku, i često ima četiri-pet isturenih ostataka cveta na vrhu (poput naru). Plod je prepun semenki(može da ih bude od 112 do 535 kažu oni koju su brojali), ali ima i vrsta bez semenki.

## Hranljiva vrednost
U 100 grama guave ima 306 kJ, odnosno 72kcal, a sastoji se od 81 odsto vode, 6—8 gram(odsto) vlakana; ima i nešto belančevina, 10 grama ugljenih hidrata. Bogata je taninima, fenolima, triterpenima, flovoidima, esencijalnim uljima, saponinima, karotenoidima, lektinima, vitaminima i masnim kiselinama. Ima više vitamina C od limuna (218 miligrama), a sadrži i značajne količine vitamina A (betakarotina — 60 mikrograma), kao i neke vitamine grupe B. Sadrži i veoma mnogo kalijuma (290 mg%), a malo natrijuma (4 mg%); ima i 33 mg% kalcijuma, 25 mg% fosfora, 1—2 mg% gvožđa, 0—1 mg% bakra i 0,2 mg% cinka.

## Primena u narodnoj medicini
U narodnoj medicini koriste se plod, list i kora, južnoamerički Indijanci smatraju odličnim lekom protiv proliva koji smeju da koriste čak i sasvim mala deca. Po njihovom iskustvu, dobra je i protiv upale grla, za desni koji se kvare preporučuju se da se žvaće njeno lišće, a kažu da i ono sprečava mamurluk ako se jede pre pijenja alkohola. Lekoviti napitak od lišća guave  koriste i za poremećaje vaginalne flore, dok lekoviti napitak od cveta koriste za previjanje rana, čireve, upaljenu kožu, kao i za bolna stanja očiju, poput kouktivitisa i povreda.

## Primena u savremenoj medicini
Savremena klinička ispitivanja, što na laboratorijskim životinjama, što na ljudima, potvrdila su ove tradicionalne načine upotrebe. Guava ima i antioksidativna svojstva, deluje i protiv ameba, pa čak i protiv malarije. Najnovija, ovogodišnja istraživanja brazilskih naučnika pokazala su da ekstrakt od guavinog lišća ima brojne efekte na kardiovaskularni sistem, što može dobro doći kod lečenja aritmije. Četvoromesečno redovno korišćenje guave kod grupe ispitanika uticalo je na sniženje krvnog pritiska, smanjenje nivoa holesterola u krvi za devet procenata, a triglicerida za blizu osam odsto i porast "dobrog", HDL holesterola za isto toliko. Plod i sok guave dokazano snižavaju u nivo šećera u krvi.

## Upotreba u kuhinji
U Meksiku postoji piće od guave aguas freskas koje je veoma popularno. Čitav plod je ključni sastojak za punč; sok od guave se obično koristi u raznim sosovima (toplim ili hladnim), kao i za suva jela te deserte. U mnogim državama, guava se jede sveža, obično sečena na četvrtine — ili se jede kao jabuka; u nekim državama se jede sa dodatkom soli i bibera. Od jako zrelih plodova najbolje je napraviti džem, žele, sok ili voćnu salatu. Ovo tropsko voće je kiselo, no slatkoća se pojačava svakim grizom prema sredini ploda.

## Spoljašnje veze
- California Rare Fruit Growers: Tropical Guava Fruit Facts Архивирано на веб-сајту  (22. август 2010)